# Preußensäulen

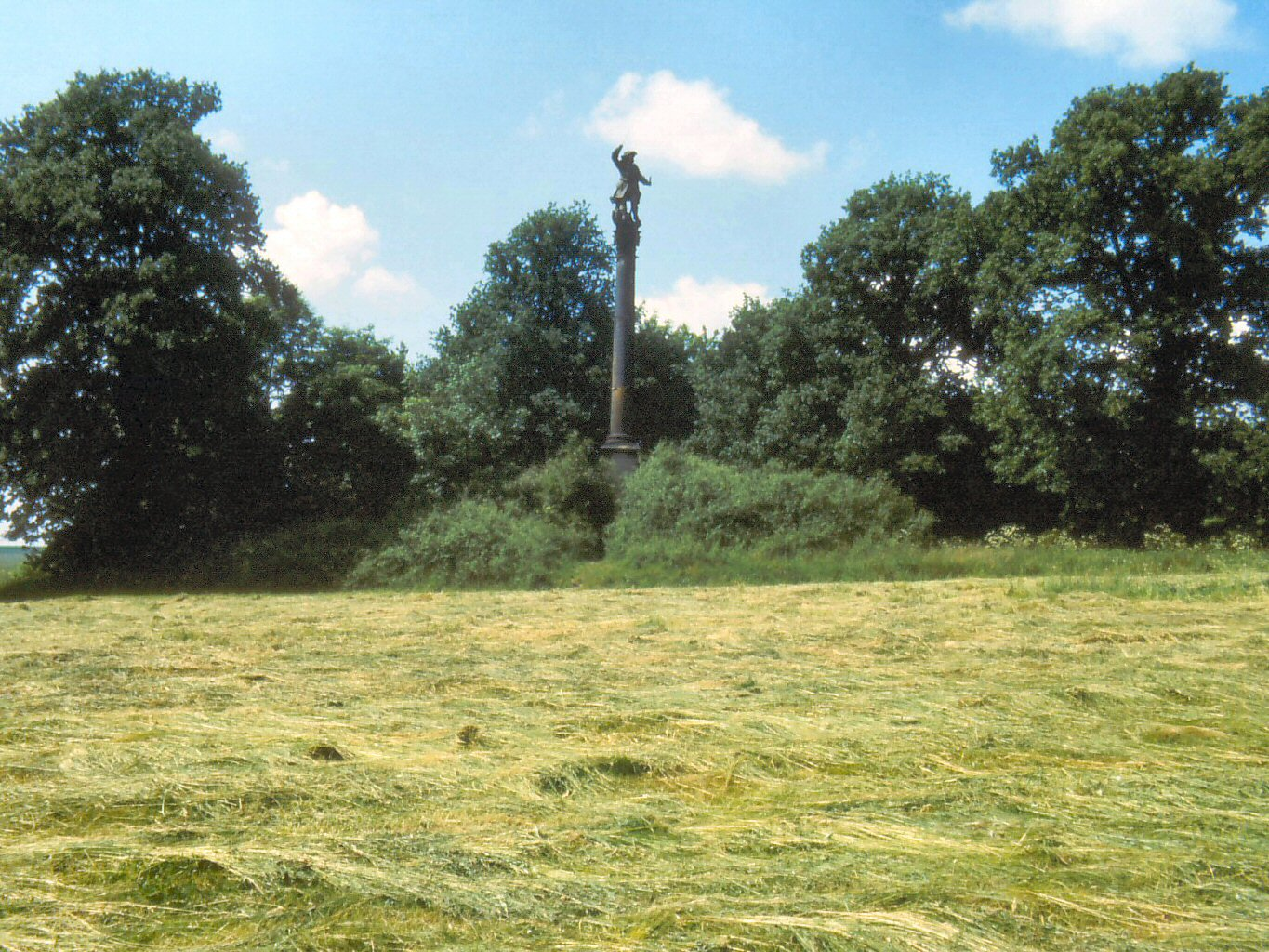
Preußensäule bei Neukamp im Juli 1984

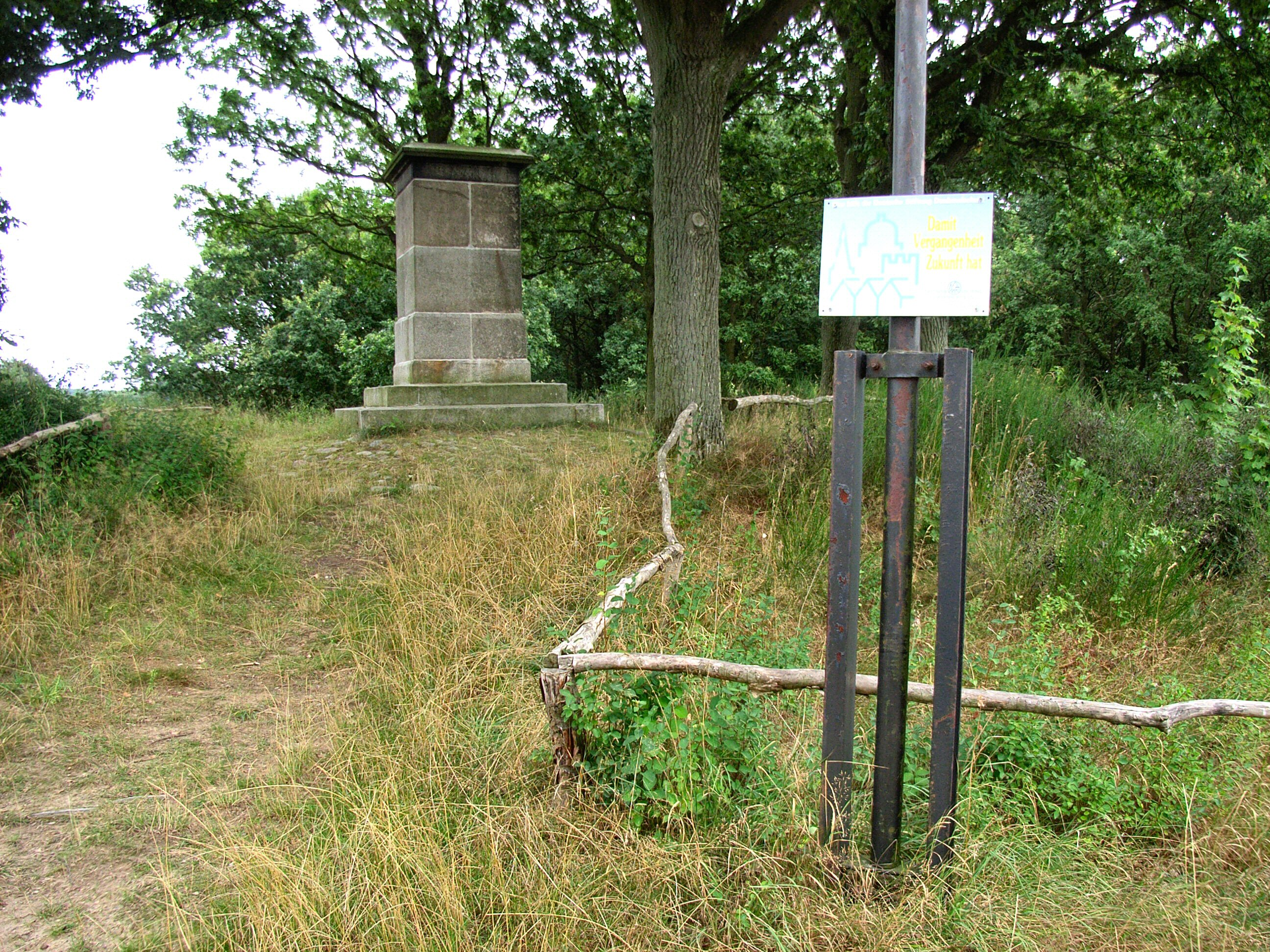
Postament der Preußensäule von 1855 bei Groß Stresow – im Oktober 2004 wieder errichtet

Die Preußensäulen sind zwei über 15 m hohe Denkmäler, die in den Jahren 1854 und 1855 im Auftrag des preußischen Königs Friedrich Wilhelm IV. an der Südostküste der Insel Rügen bei Neukamp und Groß Stresow errichtet wurden. Beide Ortschaften sind heute Ortsteile der amtsfreien Gemeinde Putbus.
Das Denkmal bei Neukamp wurde am 15. Oktober 1854, das bei Groß Stresow genau ein Jahr später, am 60. Geburtstag Friedrich Wilhelms IV., eingeweiht. Teile der Postamente und vor allem die Säulentrommeln wurden aus einem der größten Findlinge Norddeutschlands, dem Großen Stein bei Nardevitz auf Rügens Halbinsel Jasmund, geschlagen. Dieser auch heute noch beeindruckende, über drei Meter aus dem Erdreich ragende Findling wurde dadurch weitgehend zerstört. (siehe auch: Findlinge um und auf Rügen)
Die Denkmäler sollten an die Landungen brandenburgischer und später preußischer Truppen in den Jahren 1678 bzw. 1715 erinnern und den Machtanspruch Preußens über den südlichen Ostseeraum demonstrieren. Das seit dem Westfälischen Frieden von 1648 zu Schwedisch-Pommern gehörende Rügen wurde dadurch jeweils kurzzeitig der schwedischen Herrschaft entrissen, aber durch entsprechende Friedensschlüsse dann wieder an Schweden abgetreten.

## Historischer Hintergrund

### Neukamp

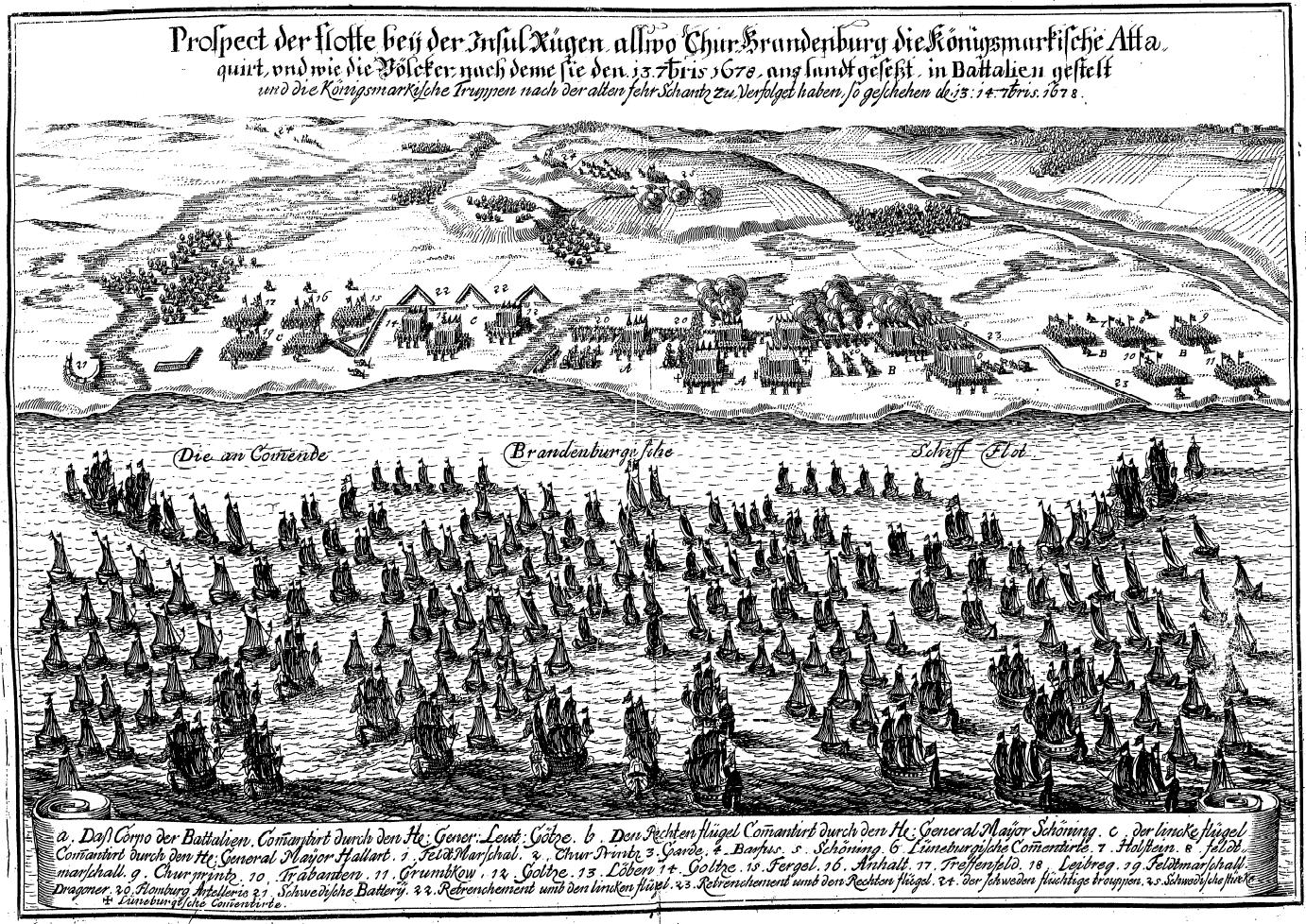
Landungsflotte des großen Kurfürsten vor Neukamp 1678

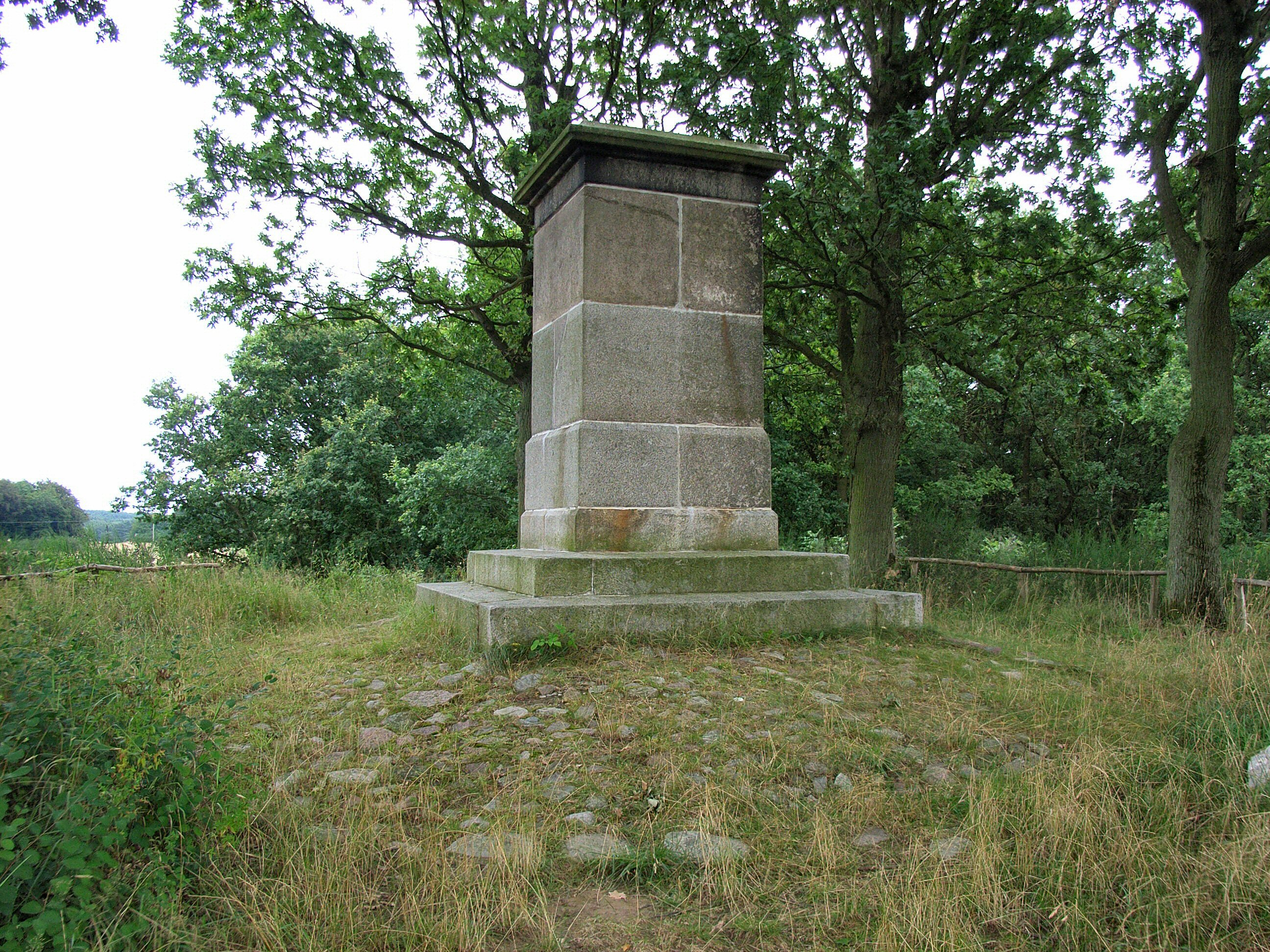
Postament der Preußensäule bei Groß Stresow 2006

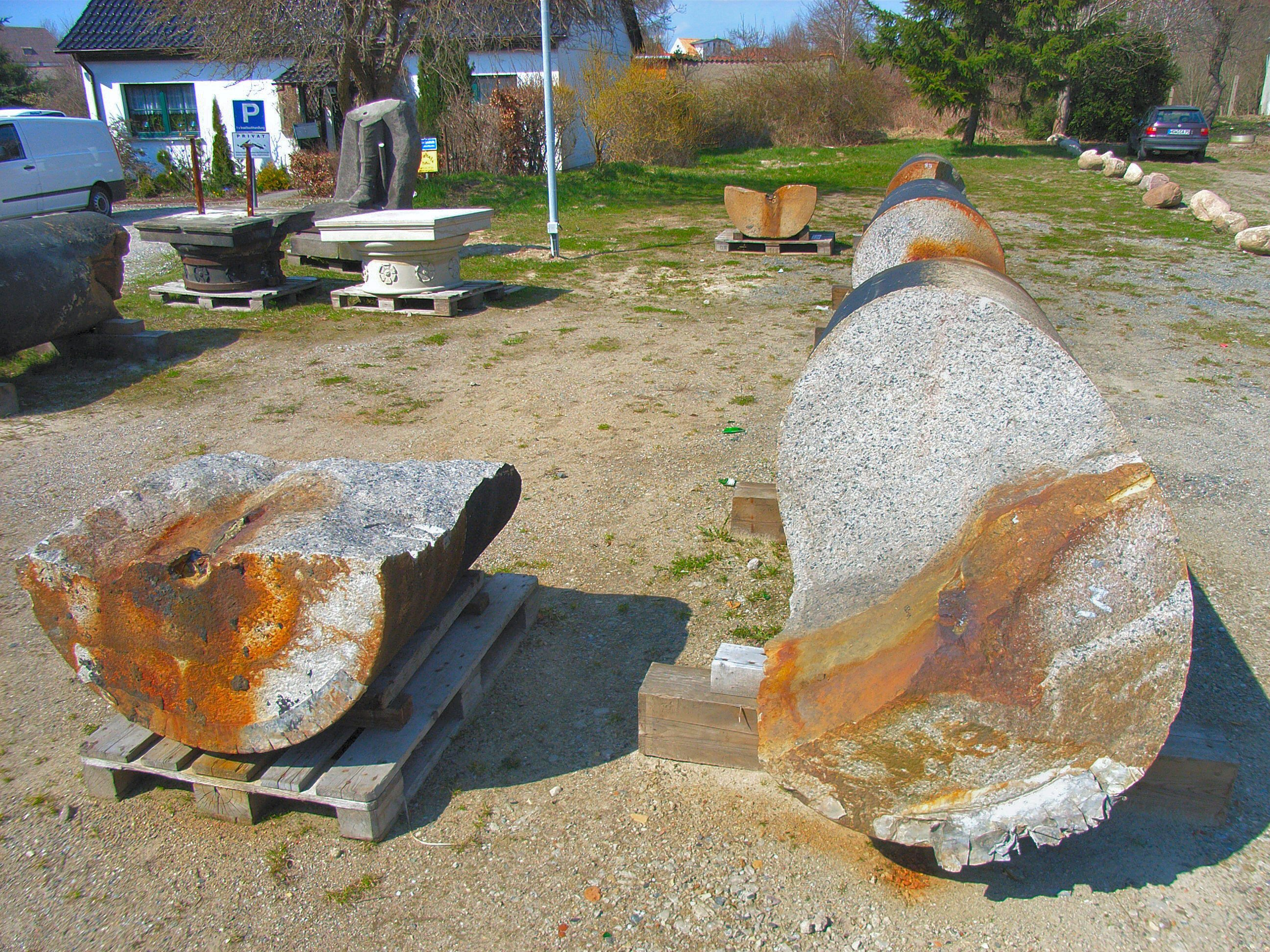
Zerstörte Säulentrommel auf dem Lagerplatz in Putbus im April 2006

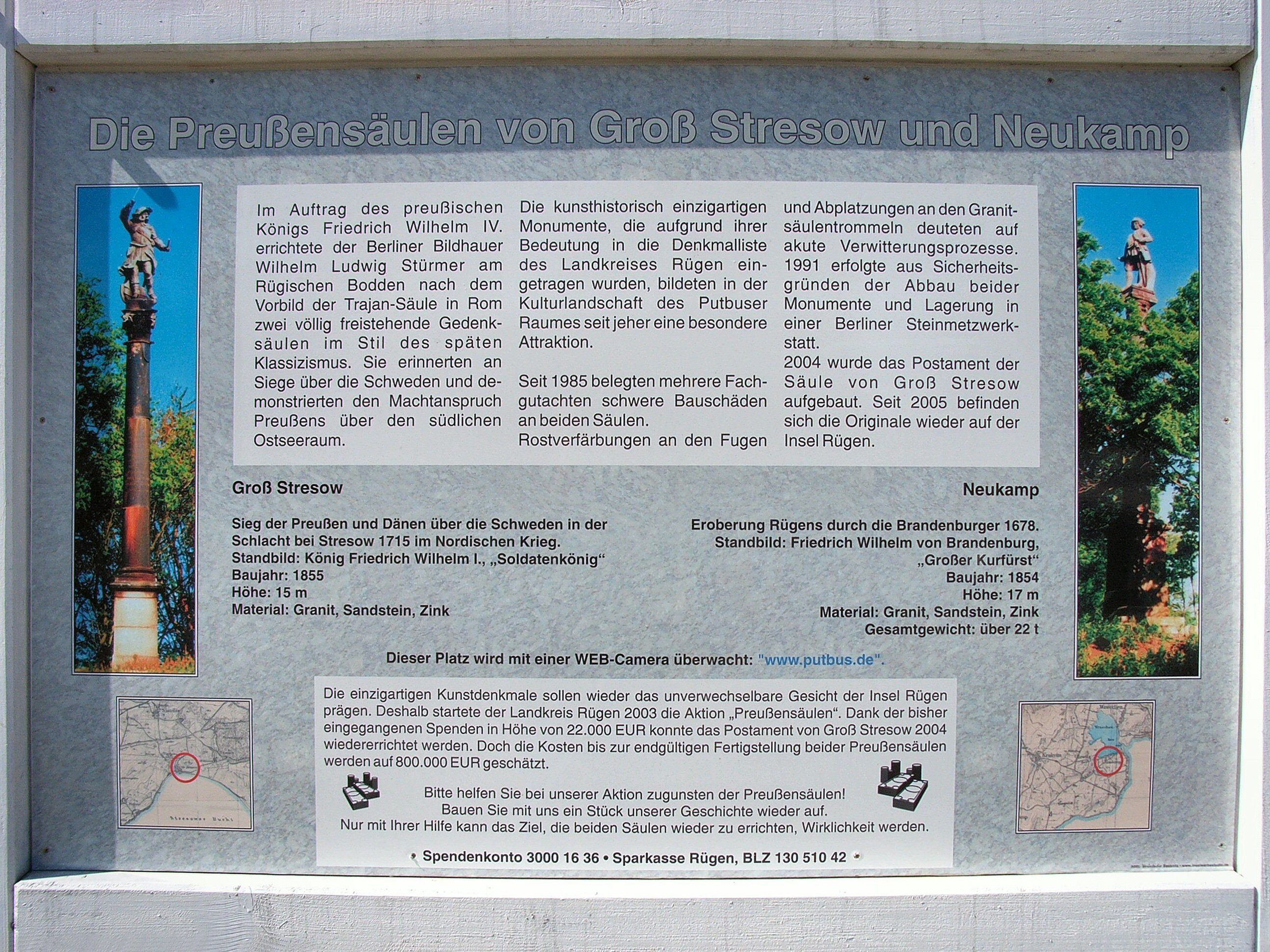
Informationstafel am Lagerplatz der Originalteile der Preußensäulen in der Alleestraße von Putbus 2006

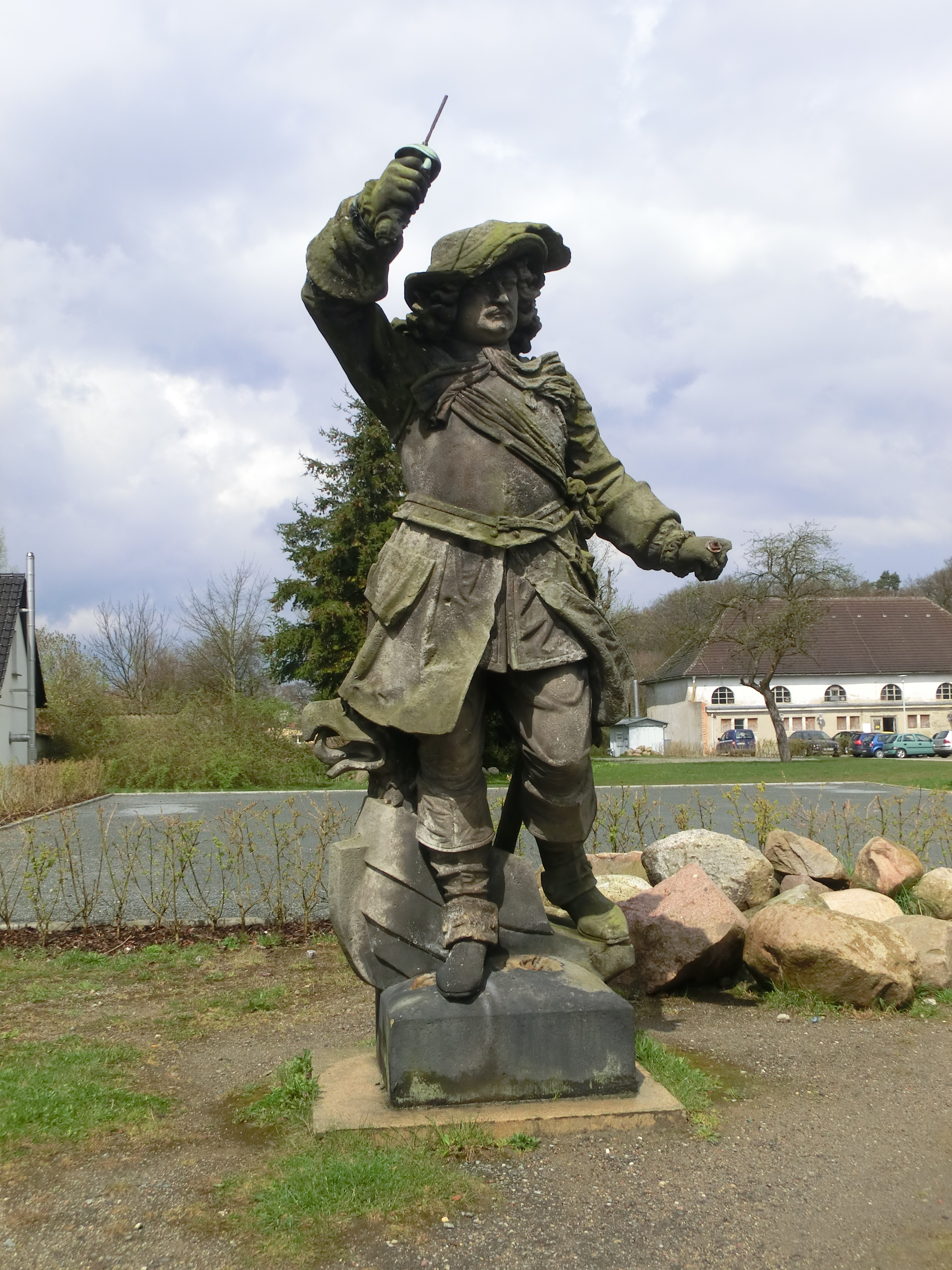
Der große Kurfürst Friedrich Wilhelm, Preußensäule Neukamp (2012 Putbus)

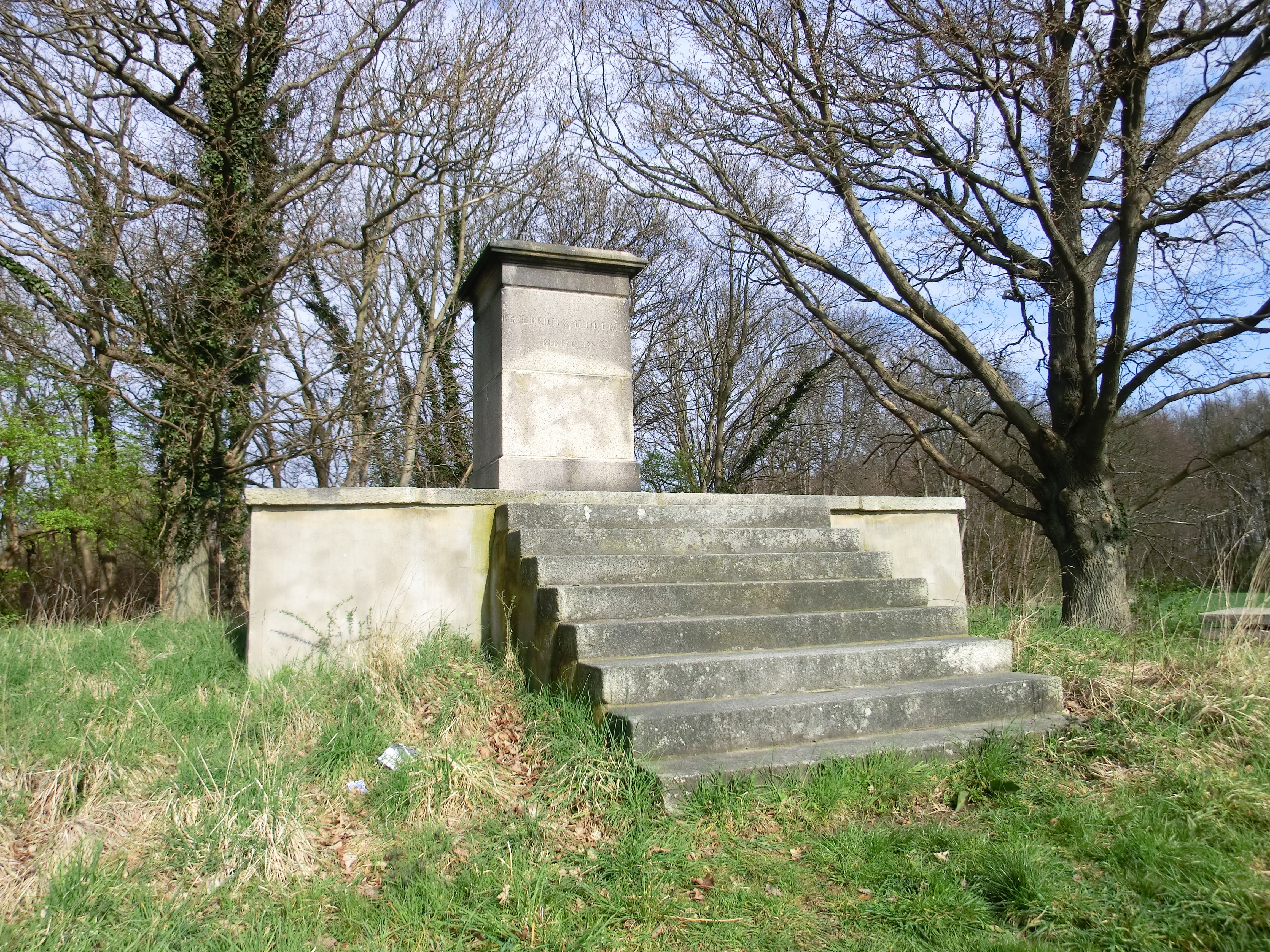
Postament der Preußensäule bei Neukamp im April 2012

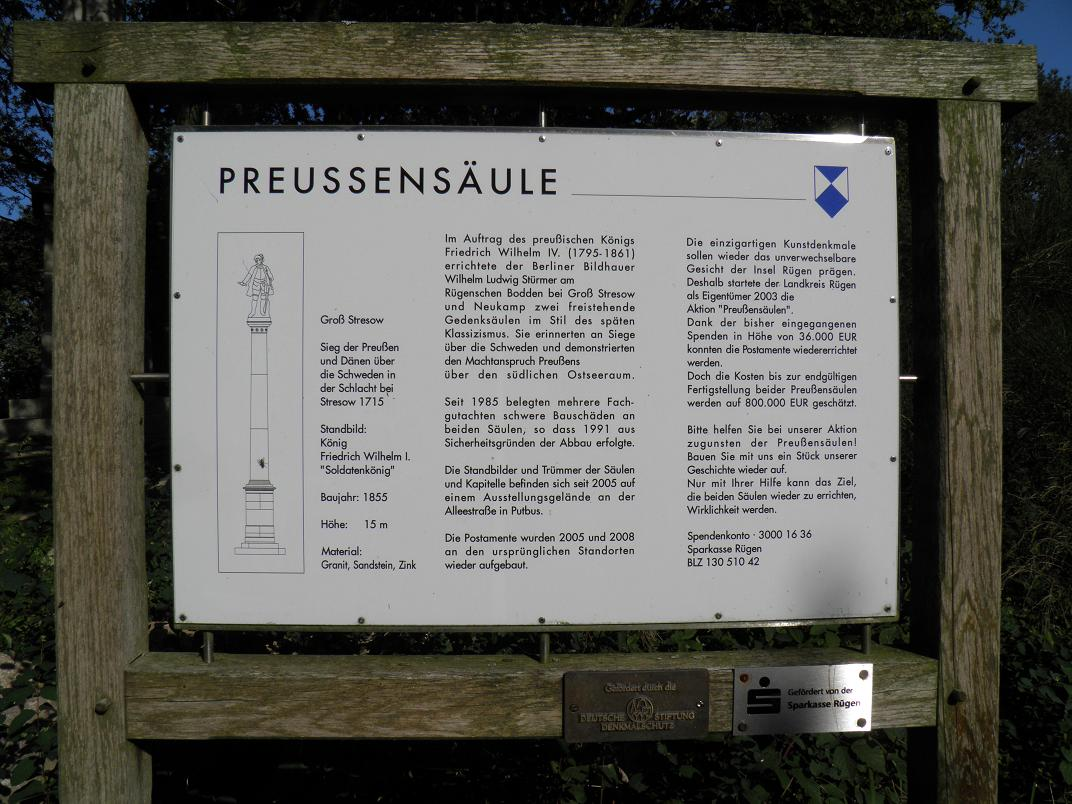
Informationstafel neben der Preußensäule Groß Stresow im August 2014

Im Schwedisch-Brandenburgischen Krieg (1674–1679) gelang es Friedrich Wilhelm, dem „Großen Kurfürsten“ von Brandenburg, verbündet mit dem dänischen König Christian V., im September 1678 durch eine Invasion Rügens, die Insel zu erobern. Die Dänen landeten unter Führung des Admirals Nils Juel am 13. September 1678 auf der Halbinsel Wittow und errichteten nach der Vertreibung der schwachen schwedischen Besatzung auf Wittow am Übergang zur Schaabe beim heutigen Juliusruh eine Schanze, die bis heute als Bodendenkmal gut erhalten ist (von Süden kommend direkt am Ortseingangsschild).
Der Große Kurfürst landete am selben Tag mit den brandenburgischen Truppen (7000–8000 Mann) unter Führung des Generalfeldmarschalls Derfflinger von Greifswald über den Greifswalder Bodden kommend mit seiner Flotte, bestehend aus 350 Segelschiffen und 150 Ruderbooten, an der Südostküste Rügens bei Neukamp. Die dort verschanzten Schweden unter Königsmark wurden nach Altefähr zur dortigen Fährschanze und dann nach Stralsund zurückgedrängt und auch Stralsund vom Festland und von der Insel belagert. Die Festung kapitulierte am 12. Oktober 1678 abgeschnitten von Nachschub und Verstärkung.
Die bis heute gut erhaltene Schanze bei Neukamp befindet sich direkt hinter dem Denkmal.
Im Frieden von Saint-Germain vom 29. Juni 1679 musste Brandenburg dann doch Vorpommern, und damit auch Rügen, wieder an Schweden zurückgeben.

### Groß Stresow
Im Rahmen des Großen Nordischen Krieges (1700–1721) landete der Preußenkönig Friedrich Wilhelm I., verbündet mit dem dänischen König Friedrich IV., am 15. November 1715 mit seinen Truppen (20.000–24.000 Mann) unter Führung des „alten Dessauers“ bei Groß Stresow und vertrieb in der Schlacht bei Stresow die Schweden, die unter der Führung ihres Königs Karl XII. standen, von der Insel Rügen über den Strelasund nach Stralsund, welches schon länger von Dänen und Preußen belagert wurde, aber bislang schwedischen Nachschub über Rügen erhielt. Nach weiterer Belagerung ergaben sich die in der Stadt Stralsund eingeschlossenen Schweden am 23. Dezember 1715, wobei Karl XII. nur noch in einem Fischerboot über die Ostsee entkommen konnte. Trotzdem musste Preußen als Ergebnis des Friedensschlusses vom 14. August 1719 die Insel wieder an Schweden zurückgeben.

## Errichtung der Denkmäler
Die Entwürfe für die von Friedrich Wilhelm IV. in Auftrag gegebenen Denkmäler stammen vom Architekten Friedrich August Stüler. Der Bildhauer Wilhelm Stürmer führte die Statuen aus. Diese sind jeweils ca. 3,40 m hoch und wie auch die Kapitelle, auf denen die Statuen dann auf den Granitsäulen stehen, aus sächsischem Sandstein gefertigt. Die Gesamtkosten beliefen sich damals auf genau 6815 Reichstaler.

## Jüngere Geschichte bis zur Gegenwart

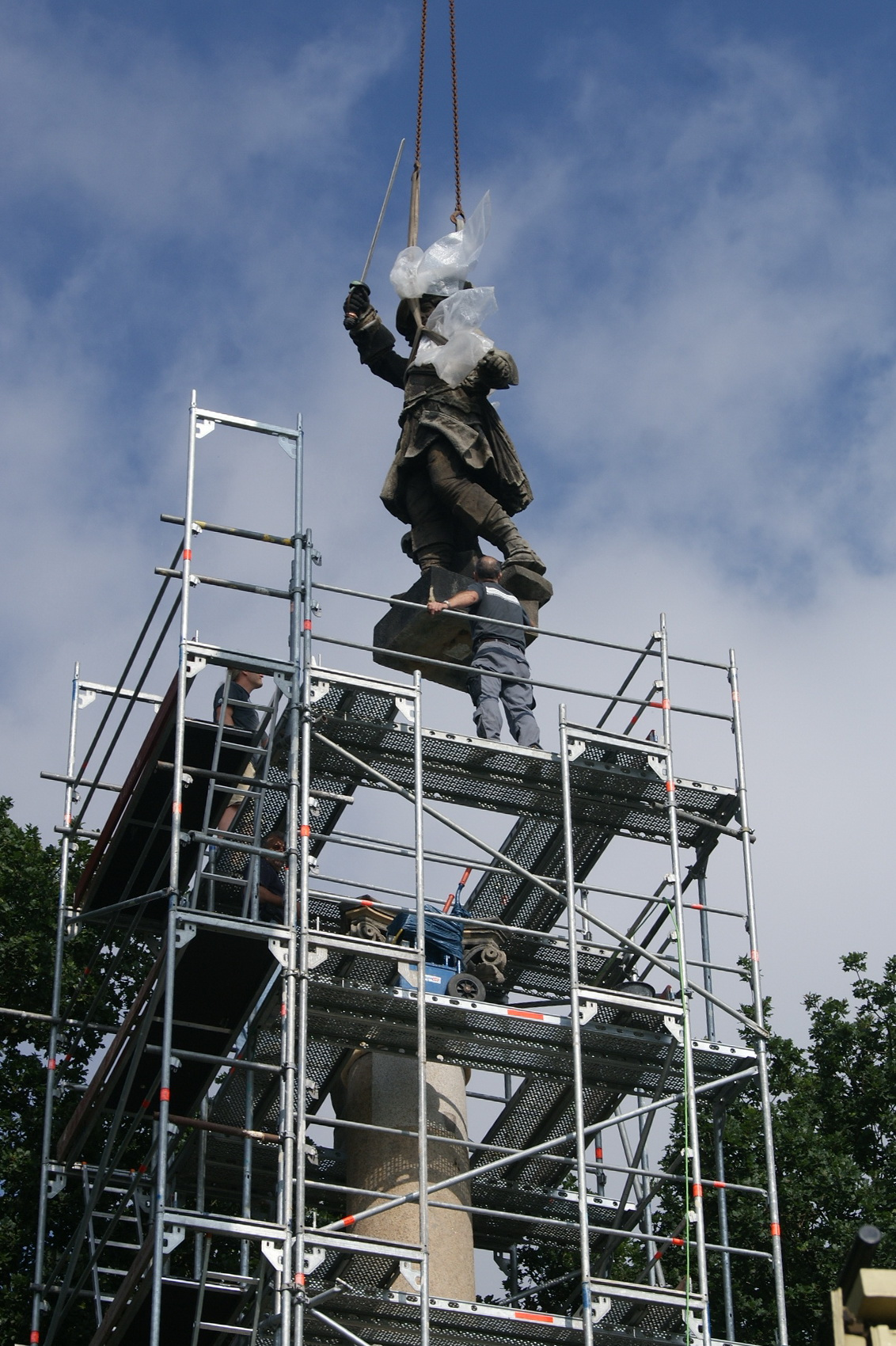
Die Figur des Großen Kurfürsten wird aufgesetzt – August 2012

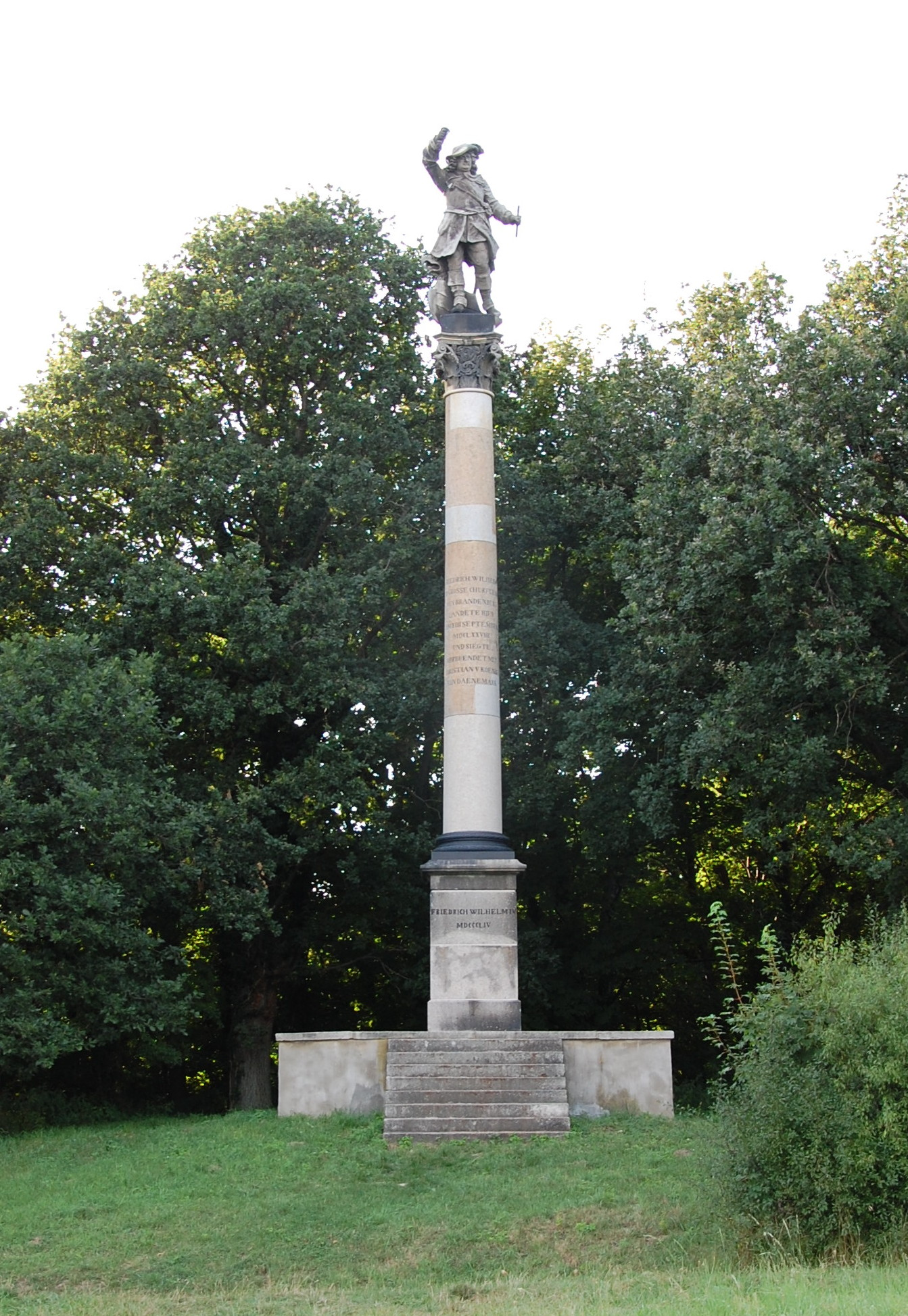
Preußensäule Neukamp 2013

1985, also 130 Jahre nach der Errichtung der Denkmäler, stellten Experten vom VEB Denkmalpflege Dresden anlässlich einer Untersuchung die Standfestigkeit der Säulen in Frage. Nach einer Krisensitzung am 11. September 1990 in Putbus erhielt ein Berliner Steinmetzmeister und Restaurator den Auftrag zur Demontage beider Denkmäler. Ende November 1991 wurden daraufhin beide Denkmäler abgebaut und die Säulentrommeln, Kapitelle und Statuen zum Werkstatthof des Steinmetzmeisters in Berlin-Pankow transportiert. Es sollten ursprünglich Kopien der Säulentrommeln, Kapitelle und Statuen gefertigt werden, da wegen der starken Beschädigungen der Originalteile von einer „Reparatur“ abgeraten wurde. Die Säulentrommeln waren einst mittig mit Eisenstiften miteinander verbunden worden. Durch die starke Korrosion vieler Jahrzehnte an diesen eisernen Verbindungsstücken war der Granit teilweise gesprengt worden, was auch primär zur Einsturzgefährdung durch Rissbildungen und Abspaltungen geführt hatte. Aber auch die Statuen sind durch Witterungseinflüsse und Blitzeinschläge so stark erodiert, dass einige Konturen bereits unwiederbringlich zerstört sind. Das Material für eventuell anzufertigende Kopien, also Elbsandstein für die Kapitelle und Statuen und Bornholmer Granit – aus dem ja auch der Findling bei Nardevitz besteht, aus dem einst die sechs jeweils fünf Tonnen schweren Säulentrommeln geschlagen wurden –, wäre leicht beschaffbar.
Weitere Schäden traten bei der Demontage auf. Der beauftragte Steinmetzmeister verwendete Schlagbohrgeräte, um die besagten Eisenstifte, die die einzelnen Teile zusammenhielten, aus dem Granit zu lösen. Dabei wurden zum Teil große Stücke an den jeweiligen Enden der Trommeln abgestemmt. Die an den Trommelenden zu sehenden Bohrlöcher belegen dies anschaulich. Auch der Transport nach Berlin verlief nicht reibungslos, denn dabei zerbrach die Statue des Friedrich Wilhelm I. aus Groß Stresow im Bereich der Beine. Auch der Kopf löste sich und wurde bereits wieder von dem Steinmetzmeister angeklebt.
Aufgrund anhaltenden Geldmangels im Landkreis Rügen, welcher Eigentümer der Denkmäler ist, wurde in den folgenden Jahren, mit Ausnahme der Fertigstellung eines Kapitells, kaum an dem Projekt gearbeitet. Hierbei spielt z. B. auch eine Rolle, dass bei der Bewilligung von Fördermitteln das Anfertigen von Kopien gegenüber der Restaurierung von Original-Denkmälern einen niedrigeren Stellenwert hat.
Ein im März 2003 von der Arbeitsgruppe „Preußensäulen“ beschlossener Stufenplan sah Folgendes vor: Zunächst sollten die Postamente beider Denkmäler, dann die Säulentrommeln und schließlich die Standbilder bis zum Jahr 2010 wieder ihren angestammten Platz einnehmen. Denn auch Teile der Postamente lagen bei Neukamp ungeordnet um die Standorte der Denkmäler herum. Der Gedanke dieses Stufenplans war auch, dass ein sichtbarer Anfang gemacht werden muss, um Sponsoren zu gewinnen und die Spendenbereitschaft zu erhöhen. Auf der Suche nach Sponsoren für dieses Projekt wurden von der rügenschen Kreistagspräsidentin z. B. sogar die Königshäuser von Dänemark und Schweden angeschrieben.
Im April 2004 wurde beschlossen, die Originalteile bis zum 150. Jahrestag der Einweihung der ersten Preußensäule, also bis zum 15. Oktober 2004, auf die Insel zurückzuholen. Allein dieser Rücktransport scheiterte jedoch wiederum an Finanzierungsproblemen, da für die beiden Denkmäler nur ein symbolischer Betrag von 500 Euro in den Haushalt des Landkreises eingestellt war.
Im Oktober 2004 konnte das 3,30 m hohe Postament der Preußensäule bei Groß Stresow wiederhergestellt werden. Wie das Ergebnis vorhergehender Bodenuntersuchungen vermuten ließ, war bei der Errichtung dieses Denkmals der Boden bis in eine Tiefe von 5,80 m mit Steinen eines früher an dieser Stelle gelegenen Hünengrabs verfestigt worden. Dies konnte bei den Arbeiten am Fundament erneut bestätigt werden. Die nötigen ca. 20.000 Euro wurden aus Spendengeldern, von der Kreissparkasse Rügen und der Deutschen Stiftung Denkmalschutz aufgebracht.

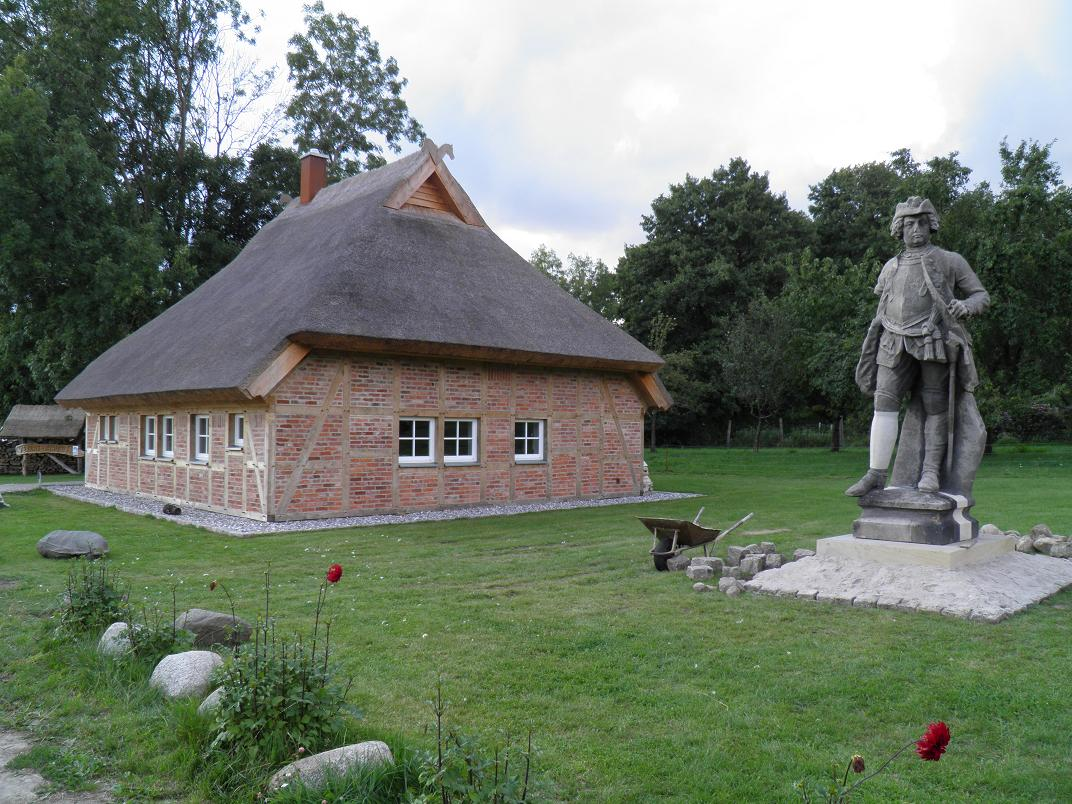
Aufbau der mehrfach beschädigten Originalfigur Friedrich Wilhelm I. am Verräterhaus Groß Stresow im August 2014

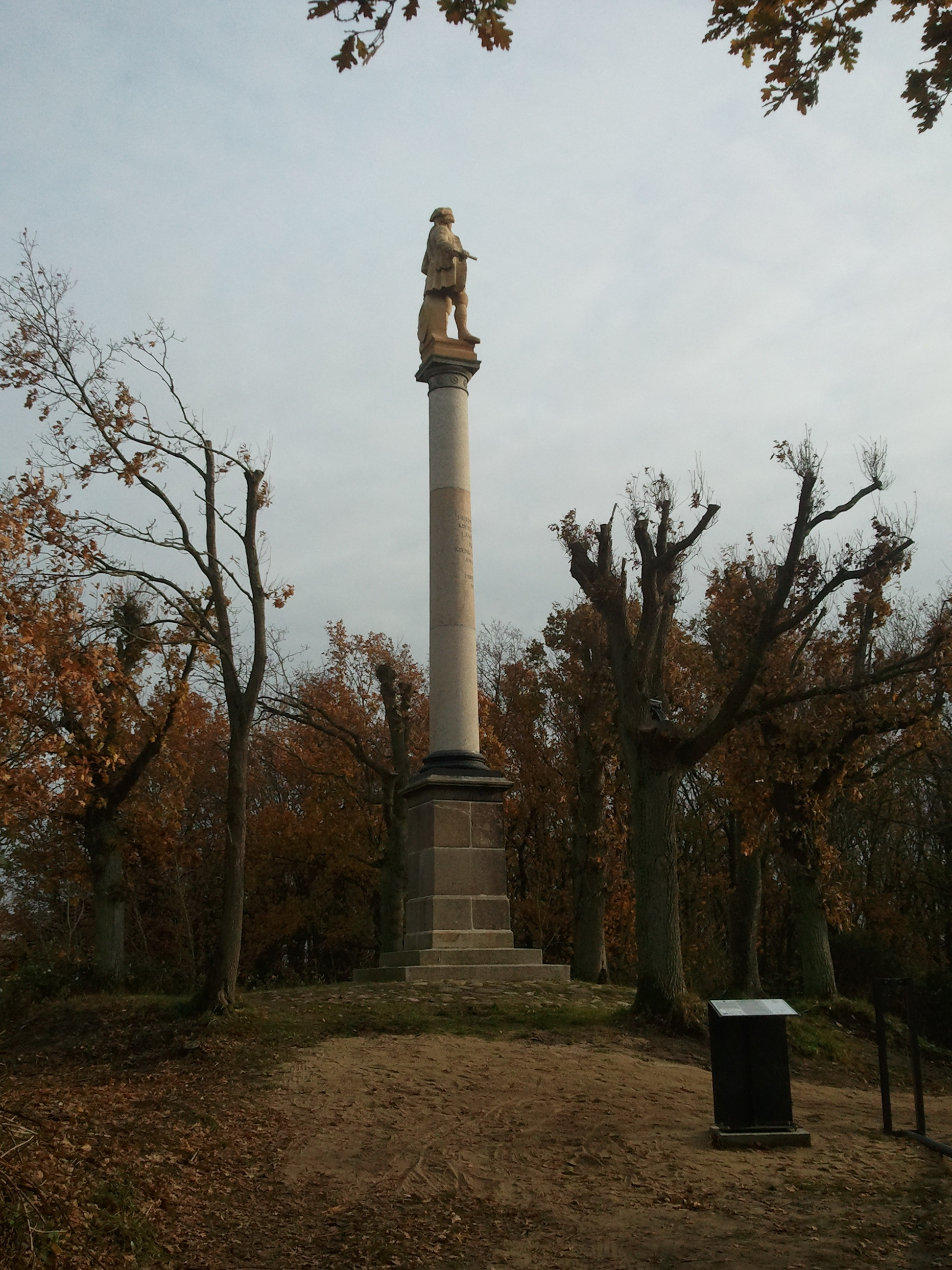
Preußensäule Groß Stresow 2015

Am 2. September 2005 wurden die Originalteile unbearbeitet von Berlin nach Putbus transportiert und seitdem auf einer Freifläche an der Alleestraße, nahe dem Circus, der Öffentlichkeit präsentiert. Auch hierbei passierte dem Steinmetzmeister ein Unglück. Die bereits zerbrochene Statue des Friedrich Wilhelm I. fiel ihm noch in der Werkstatt um. Dabei brachen der Zopf, die Nase, Teile der Hutkrempe und der Arm ab. Nach fast 15 Jahren befinden sich nun alle Teile wieder auf Rügen, um eine unabhängige Begutachtung durch Experten vor Ort zu ermöglichen. Eine Informationstafel wies hier auf die Geschichte der beiden Denkmäler hin und warb für Spenden zu deren Wiederaufbau.
Am 28. April 2006 wurde ein Symposium zur Wiederherstellung und Restaurierung beider Denkmäler in Putbus durchgeführt. Der Veranstalter des Symposiums war das Landesamt für Kultur und Denkmalpflege Mecklenburg-Vorpommern. Dabei kristallisierte sich folgende Möglichkeit der Wiederherstellung mit den Originalteilen heraus: Die Originalteile werden mittig in der Längsachse durchbohrt. Stück für Stück soll dann die Säule nach der Reparatur der jeweiligen Schäden aufgestellt werden, wobei mit Hilfe von durch die Bohrung eingeführte massiver Edelstahlrohre die Lasten des jeweiligen Teils aufgenommen werden. Demnach trägt jedes Teil der Säule nur noch sein Eigengewicht, die innenliegende und nicht sichtbare Edelstahlkonstruktion mit einem neuen Fundament aber die Gesamtlasten. Diese Lösung ist zwar umstritten, würde aber (nur) ca. 80.000 Euro pro Säule kosten. Angesichts eines Haushaltsdefizits von ca. 9,5 Mio. Euro im Landkreis Rügen zum Ende des Jahres 2007 würde aber das nötige Geld auch im Jahr 2008 nicht zur Verfügung stehen.
Im Sommer 2008 gelang es zumindest das Postament in Neukamp wieder herzurichten – ohne die auf dem Symposium vorgeschlagene Lösung zu berücksichtigen.
Am 10. Juli 2012 wurde die Säule von Neukamp nach einem Ingenieurkonzept der Büro für Baukonstruktionen GmbH durch die Firma Denkmalpflege Mühlhausen wieder errichtet. Die Figur des Großen Kurfürsten wurde am 22. August 2012 aufgesetzt.
Zum 300. Jahrestag der Schlacht von Groß Stresow im November 2015 wurde auch die Säule in Groß Stresow nach der Restaurierung wieder aufgebaut. Sie erhielt eine neue Statue, die der Dresdner Steinmetz und Bildhauer Sven Schubert (* 1965) anfertigte. Die mehrfach beschädigte Originalfigur war 2014 am Verräterhaus in Groß Stresow aufgebaut worden.